# Alvin (Texas)
Alvin je město v okrese Brazoria County ve státě Texas ve Spojených státech amerických. K roku 2007 zde žilo 24 236 obyvatel. S celkovou rozlohou 44,9 km² byla hustota zalidnění 476,9 obyvatel na km².